# 大股
大股（おおまた）とは、相撲の決まり手のひとつである。出し投げを打った後、相手の踏み出した足（自分から遠いほうの足）を手で掬い、相手を倒す技。かつては大股掬いとも呼ばれた。非常に珍しい決まり手で、昭和33年7月場所で福乃里が十両の松錦に決めて以降、幕内の取り組みでは使われていない。近年の幕下以下では、令和5年5月場所で、序二段の真庭山が宇瑠寅に、令和6年3月場所で、三段目の欧山田が恵比寿丸に決めている。昭和60年5月場所では、十両の鷲羽山が栃赤城相手に勝った際の決まり手が大股とアナウンスされたが、その後すぐに外小股に訂正された。
1950年代に活躍した那智ノ山が得意としていた。